# Can Llorell (Cabrera de Mar)
Can Llorell és una obra de Cabrera de Mar (Maresme) protegida com a Bé Cultural d'Interès Local.

## Descripció
Conjunt format per tres cases adossades. La masia és del grup III amb tres crugies cossos, perpendiculars a la façana principal. Amb la planta baixa, planta pis i golfes pel cos central, i la planta baixa i planta pis pels dos cossos laterals. La teulada és a dues vessants amb frontó a la façana principal i aiguavessos paral·lels a aquesta.
La masia fou ampliada per la banda est a finals del XIX i principis del XX per un edifici d'estil historicista eclèctic i modernista i per la galeria porticada adossada al sud-est de la masia. Consta de dos cossos laterals i un de central més elevat, coronat per un capcer circular. Davant l'entrada principal hi ha un porxo quadrat que fa de balcó del pis superior.